# XIII Korpus SS
XIII Korpus SS (XIII. SS-Armeekorps) – jeden z niemieckich korpusów Waffen-SS, uczestniczył głównie w walkach z aliantami zachodnimi.
Utworzony został w sierpniu 1944 roku we Wrocławiu z resztek XXXV Korpusu Armijnego i sztabu 312 Dywizji Artylerii do  Zadań Specjalnych. Podporządkowany 1 Armii ze składu Grupy Armii G. We wrześniu 1944 toczył walki z amerykańską 3 Armią, w grudniu tego roku tworzył linię obrony w rejonie miasta Metz. W styczniu 1945 roku brał udział w operacji Nordwind, po czym wycofał się do Bawarii, gdzie w maju 1945 roku skapitulował.

## Dowódcy
- gen. Hermann Priess (sierpień – październik 1944),
- gen. por. Max Simon (od październik 1944 – do kapitulacji w maju 1945)[2]

## Struktura organizacyjna
Jednostki korpuśne: 113 Korpuśny Batalion Łączności SS, 113 Korpuśny Dywizjon Artylerii SS, 113 Oddział Żandarmerii SS i 113 Oddział Zaopatrzeniowy SS
Skład w listopadzie 1944:
- 36 Dywizja Piechoty
- 48 Dywizja Piechoty
- 347 Dywizja Piechoty
- 559 Dywizja Grenadierów Ludowych
- 11 Dywizja Pancerna
- 17 Dywizja Grenadierów Pancernych SS Götz von Berlichingen

Skład w marcu 1945:
- 19 Dywizja Grenadierów Ludowych
- 17 Dywizja Grenadierów Pancernych SS Götz von Berlichingen